# Dry Lands Project

Das Dry Lands Project e.V. ist eine gemeinnützige Hilfsorganisation, die sich für nachhaltige Entwicklungshilfe in Sri Lanka einsetzt. Der Verein betreibt in der Nordwestprovinz Sri Lankas im Fischerort Marawila das Kinderheim „Angels Home for Children“ und die berufliche Ausbildungsstätte „Angels Training & Education Center“. 

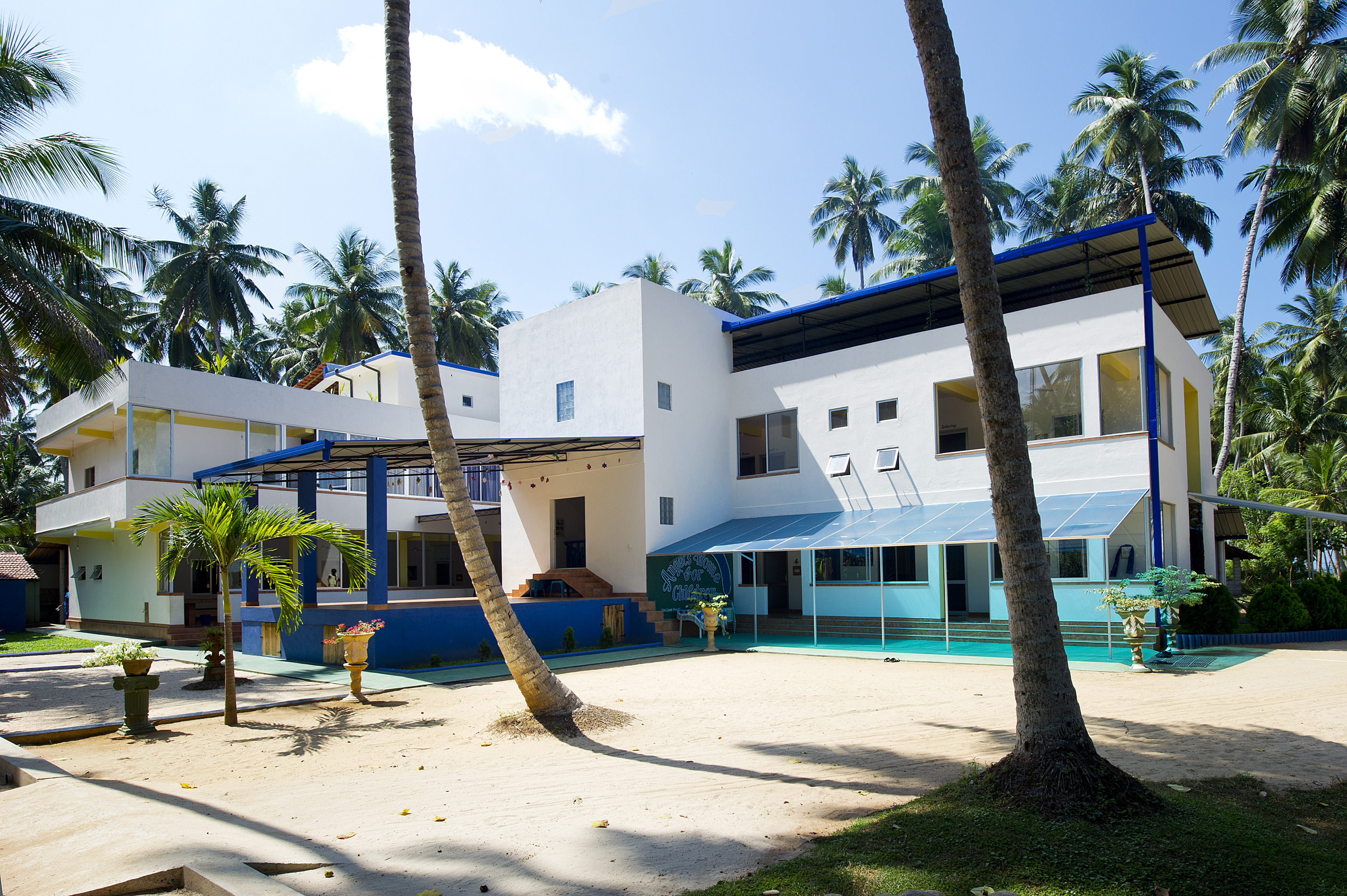
Außenansicht des Angels Home for Children, Sri Lanka

 Die Gemeinnützigkeit des Vereins ist anerkannt und beim Finanzamt Ibbenbüren registriert. Die Organisation wurde im Januar 2005 von dem Deutschen Frank Lieneke ins Leben gerufen und hat seinen Hauptsitz in Lengerich (Deutschland).

## Geschichte
Was als Sofortmaßnahme nach dem Erdbeben im Indischen Ozean 2004 begann, wurde zu langfristiger Entwicklungshilfe. Im Jahr 2006 wurde in Marawila das „Angels Home for Children“ eröffnet. Durch Spendengelder finanziert, konnte unweit des alten Heims nach wenigen Jahren ein größeres Gebäude errichtet werden: 2011 wurde es bezogen. Momentan leben rund 60 Mädchen im Angels Home.
In 2013 wurde das Projekt erweitert. Auf einem weiteren Grundstück entsteht eine Ausbildungsstätte für Mädchen über 18 Jahren, die keinen Schulabschluss besitzen. Hier werden sie in Zukunft zertifizierte Ausbildungen in verschiedenen Handwerksbereichen absolvieren können.

## Projekt
In enger Zusammenarbeit mit dem örtlichen Amt für Kinderfürsorge werden Mädchen an das Angels Home for Children vermittelt. Meist stammen sie aus schwierigen Verhältnissen, die ihnen unter anderem den Besuch der Schule nicht ermöglichen. Teilweise liegen traumatische Erlebnisse aus der Vergangenheit vor, die auch mithilfe von externen Fachleuten bearbeitet werden.
Frühestens ab dem 5. Lebensjahr und maximal bis zur Vollendung des 18. Lebensjahrs finden Mädchen hier ein Zuhause. Die Mädchen besuchen die örtlichen Schulen, erhalten jedoch im Heim zusätzlichen Unterricht in Singhalesisch, Englisch, Mathematik, Informatik und Handwerksbereichen wie Nähen.
Neben dem Angels Home for Children unterstützt der Verein sporadisch und in Abhängigkeit von den zur Verfügung stehenden Gelder auch andere soziale Einrichtungen in Marawilas Umgebung.
Regelmäßig haben Praktikantinnen die Möglichkeit, für mehrere Monate im Kinderheim-Alltag mitzuarbeiten.

## Ziele
Gemäß der Satzung ist Zweck und Ziel der Arbeit des Vereins:
a) die Unterstützung von Völkern oder regionalen, religiösen und ethnischen Gruppen, die in besonderer Weise durch Krieg, Unterdrückung, Natur- und Umweltkatastrophen in Not geraten oder davon bedroht sind;
b) die selbstlose Förderung der Belange der Allgemeinheit auf materiellem, geistigem und humanitärem Gebiet, die sich zwischen der Bundesrepublik Deutschland und Entwicklungsländern ergeben. Dies betrifft besonders auch die Verständigung der Völker, die Entwicklung der wirtschaftlichen und kulturellen Verhältnisse innerhalb der einzelnen Gebiete und denselben sowie die zur Verbesserung des wechselseitigen Verstehens erforderlichen Informationen und Ausbildung auf dem Gebiet der Sprache und der Kultur.